# سيرة سيف بن ذي يزن
سيرة سيف بن ذي يزن هي رواية عربية شعبية يرجع تاريخها إلى ما بين القرنين الخامس عشر والسادس عشر الميلاديين تحكي سيرة آخر تبابعة اليمن سيف بن ذي يزن.[بحاجة لمصدر] وهي مزيج من الملحمة والخيال الخالص، مستوحى من حياة سيف بن ذي يزن، وهو ملك شبه أسطوري من حمير ما قبل الإسلام (اليمن الحالية) الذي حكم في القرن السادس الميلادي. وهو معروف بدفاعه عن حمير ضد غزوات إمبراطورية أكسوم (إثيوبيا الحالية)، بمساعدة الإمبراطورية الفارسية الساسانية.
سيرة سيف بن ذي يزن كُتبت ردًّا على الحروب الصليبية؛[بحاجة لمصدر] سعَت إلى رفع آمال المسلمين وتصوير انتصار الإسلام بطريقة غير مباشرة، من خلال استحضار هزيمة تاريخية لإمبراطورية أكسوم . (على الرغم من أن حمير نفسها كانت قبل الإسلام، إلا أن إمبراطورية أكسوم استمرت حتى القرن التاسع الميلادي وعارضت التوسع الإسلامي في الحبشة).
الشخصية الرئيسة في القصة هي "سيف أرعد"، وهو أيضًا اسم العرش للإمبراطور الإثيوبي نيويا كريستوس [الإنجليزية] (حكم من عام 1344 إلى عام 1372)، أحد قادة النجاشيين في الحرب ضد الأمراء المسلمين في القرنين الرابع عشر والخامس عشر. إن الإشارة إلى هذا الملك هي أحد العناصر التي تسمح لنا بتأريخ السيرة كعمل متأخر.[بحاجة لمصدر]

## ملخص القصة
تدور القصة حول ثلاثة مواقع رئيسة تشكل دورات. تشكل اليمن، أرض المنشأ، نقطة الانطلاق للملحمة التي تبدأ سريعًا برحلة ذي يزن والد البطل إلى الحبشة - وهذا هو الموقع الثاني للملحمة حيث تجري كل الأحداث المرتبطة بشباب البطل. وأخيرا تبدأ الدورة المصرية بالبحث عن كتاب النيل؛ فإذا وجد سيف بن ذي يزن هذا الكتاب فإنه سيتمكن من الإبحار في مجرى النيل حتى يصل إلى مصر الأرض الطاهرة وملجأ البطل وأقرانه الذين استبد بهم النجاشي سيف أرعد.

### الدورة اليمنية
تبدأ الرواية بمقدمة تستعيد فتوحات ذو يزن، والد البطل، في اليمن وأبعد من ذلك في الجزيرة العربية. ويحكي لنا كيف اعتنق هو وجيوشه التوحيد بفضل وزيره يثرب، وهو رجل عالم قرأ الكتب المقدسة، وكان يؤمن بمجيء الني محمد الوشيك. اتبعوا نوعًا من الإسلام حتى قبل الإسلام والذي كان يُعرف بـ "دين إبراهيم" (الحنفية) والذي كان من واجب البطل الدفاع عنه. وبعد أن أسلم ذو يزن سمح لوزيره بتأسيس مدينة يثرب، التي أصبحت المدينة المنورة في المستقبل، وهذه العلاقة هي ربط تاريخي حيث إن سادة المدينة قبل الإسلام (الأوس والخزرج) كانوا من العرب اليمنية على عكس أهل مكة العرب القيسية. إم فتوحات ذو يزن المظفرة تأخذه إلى الحبشة. وبعد أن وقع في سحر هذه المنطقة، استقر وأسس مدينة الحمراء، مما أثار غضب سيف أرعد، حاكم المملكة. يتزوج قمرية، الساحرة التي أرسلها سيف أرعد لتسميمه ولكنها تفشل في مهمتها ورغم كل شيء تتمكن من جعله يقع في حبها ويسميه وصيًا عليه بعد وفاته. راغبة في الحصول على السلطة لنفسها، بعد بضعة أشهر تتخلى عن طفلها سيف في الصحراء.

### الدورة الحبشية
يعثر الملك الإثيوبي أفراح على سيف، الذي يربيه مثل ابنه ويسميه واش الفلة، وهو يجهل تمامًا هوية سيف وأصوله الملكية. ينشأ سيف حاملًا اسمه الجديد ويقع في حب أخته المُتبناة، ابنة أفراح، والتي تدعى شامة. بعد انتظاره حتى تنمو شهرته بشكل كافٍ، يطلب واش الفلة يد شامة. ولإثبات أنه يستحق هذا، يُكلف بسلسلة من المهام. خلال إحدى هذه الرحلات، يتعرف واش الفلة على ناسك يكشف له سرّ ولادته وهويته الحقيقية. يُعيد واش الفلة استخدام اسمه الأصلي سيف بن ذي يزن، ويعتنق الإسلام ويأخذ مصيره بين يديه. وهنا القصة في الواقع تتعلق بعقيدة القدر. ولكن النجاشي سيف أرعد لا يرى هذا الاتحاد المحتمل في ضوء جيد لأنه يخشى أن يدرك سيف لعنة نوح من خلال أحفاد ابنه سام على ابنه هام والد الحبشيين. كانت الاختبارات التي أُجريت لسيف تهدف في الواقع إلى منع أي فكرة زواج والتخلص من الشاب. تقود هذه المغامرات إلى الدورة المصرية من خلال البحث عن كتاب تاريخ النيل.

### الدورة المصرية
والآن تقع على عاتق البطل مهمة إعادة توجيه مياه النيل، التي يحتجزها الإثيوبيون عن مصر ليُفقروها، فيُحاول إعادة مجراها نحو مصر مرة أخرى؛ إن مصر في قصص التراث الإسلامي طالما شُبهَت بالأرض الطاهرة؛ وإن اختيار مصر رمزية لهذا. تشكل المغامرات التي تتمحور حول هذا المسعى أسطورة تأسيس مصر وهي مأخوذة من الأساطير الفرعونية ربما. يتمكن سيف بمساعدة كائنات ذات قوى خارقة للطبيعة من تحرير مياه النيل وتوجيهها إلى مصر، مما يجعل الأرض التي يستقر فيها مزدهرة وغنية كما كانت.
وبعد أن أكمل هذه المهمة، تزوج سيف من شامة، ومن ثم أصبح هو وأحفاده قادرين على توجيه أفكارهم نحو الجزء الثالث من عمله: نشر الحنفية (كناية عن الإسلام، وربما للآية الكريمة: (مَا كَانَ إِبْرَاهِيمُ يَهُودِيًّا وَلا نَصْرَانِيًّا وَلَكِنْ كَانَ حَنِيفًا مُسْلِمًا). بعد أن نقل سلطته إلى ابنه مصر (الذي يعني اسمه حرفيًا "مصر"). يذهب سيف وحيدًا إلى الجبل حيث يستطيع أن يكرس نفسه لإيمانه.